# Fyrmesterens Datter
Fyrmesterens Datter (originaltitel The Lighthouse by the Sea) er en amerikansk stumfilm fra 1924 af Malcolm St. Clair.

## Medvirkende
- William Collier Jr. som Albert Dorn
- Rin Tin Tin som Rinty
- Louise Fazenda som Flora Gale
- Charles Hill Mailes som Caleb Gale
- Douglas Gerrard som Edward Cavanna
- Matthew Betz som Joe Dagget